# کوناگاکوتووا
کوناگاکوتووا (به لاتین: Kongahakotuwa) یک منطقهٔ مسکونی در سری‌لانکا است که در استان مرکزی (سری‌لانکا) واقع شده‌است.